# Odprto prvenstvo Anglije 1988
Odprto prvenstvo Anglije 1988 je teniški turnir za Grand Slam, ki je med 20. junijem in 4. julijem 1988 potekal v Londonu.

## Moški posamično
Stefan Edberg :  Boris Becker 4-6 7-6(7-2) 6-4 6-2

## Ženske posamično
Steffi Graf :  Martina Navratilova 5-7 6-2 6-1

## Moške dvojice
Ken Flach /  Robert Seguso :  John Fitzgerald /  Anders Jarryd 6-4 2-6 6-4 7-6(7-3)

## Ženske dvojice
Steffi Graf /  Gabriela Sabatini :  Larisa Neiland /  Natalija Zverjeva 6-3 1-6 12-10

## Mešane dvojice
Sherwood Stewart /  Zina Garrison :  Kelly Jones /  Gretchen Magers 6-1 7-6(7-3)